# Грабер
Грабер (англ. grabber) — сленговий термін IT-спеціалістів, що позначає програму, яка вміє збирати певну інформацію з різного роду файлів або носіїв або якогось зовнішнього ресурсу (наприклад з вебсайту) і передавати їх господареві грабера. Вона може бути як автоматичною, так і ручною. Буває, наприклад, грабер екрану. Це коли програма захоплює те, що виводиться на екран. В інтернеті часто застосовують грабери контенту. Зазвичай, грабери контенту пишуть на мові програмування PHP чи JavaScript.
Процес розробки і написання граберу до певного інтернет-ресурсу називається грабінгом.